# Cubatão
Cubatão is een gemeente en stad in de deelstaat São Paulo in Brazilië. Zij ligt 12 kilometer van de haven van Santos, de grootste haven van Zuid-Amerika. De stad biedt plaats aan Olieraffinaderijen en chemische industrie.

## Vervuiling
Het stond in de jaren 80 van de 20e eeuw bekend als de meest vervuilde stad ter wereld en had de bijnaam Vallei des Doods vanwege het hoge percentage kinderen met geboorte-afwijkingen. Op 25 februari 1984 ontstond door een olielekkage brand in de krottenwijk Vila Socó. Hierbij kwamen kwamen volgens officiële bronnen 93 mensen om het leven. Anderen schatten dat er 200 mensen het leven lieten.
Door de besmetting van arbeiders met organische verbindingen kwam het hier gevestigde bedrijf Rhodia in de top tien van ergste vervuilers terecht in een rapport van Greenpeace voor de milieutop in Rio de Janeiro in 1992
De metalband Sepultura vermeldt Cubatão als meest vervuilde stad in het nummer Biotech is Godzilla van het album Chaos AD.

## Geboren
- Ademilson Braga Bispo Junior, "Ademilson" (1994), voetballer

## Galerij

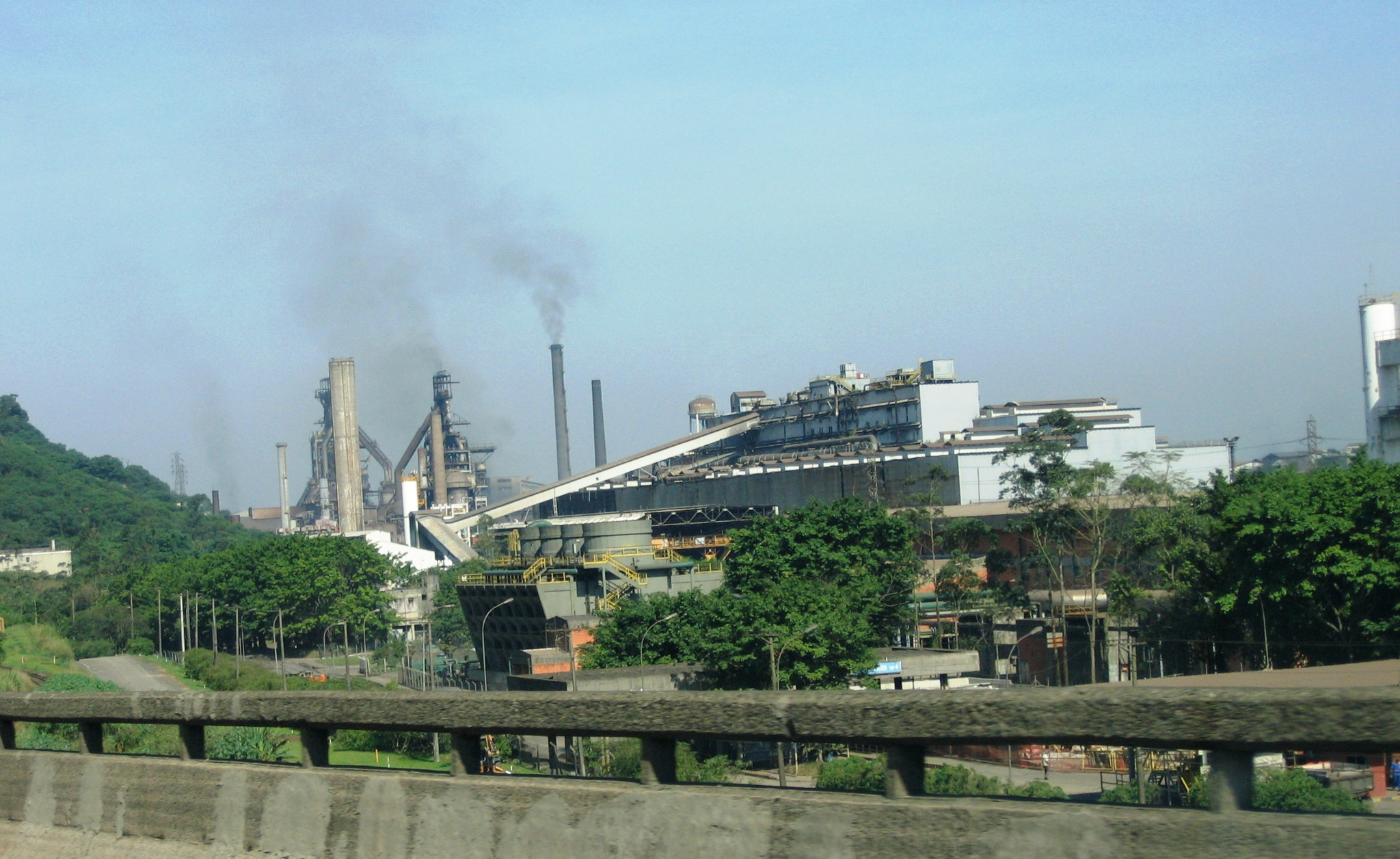
Cosipa
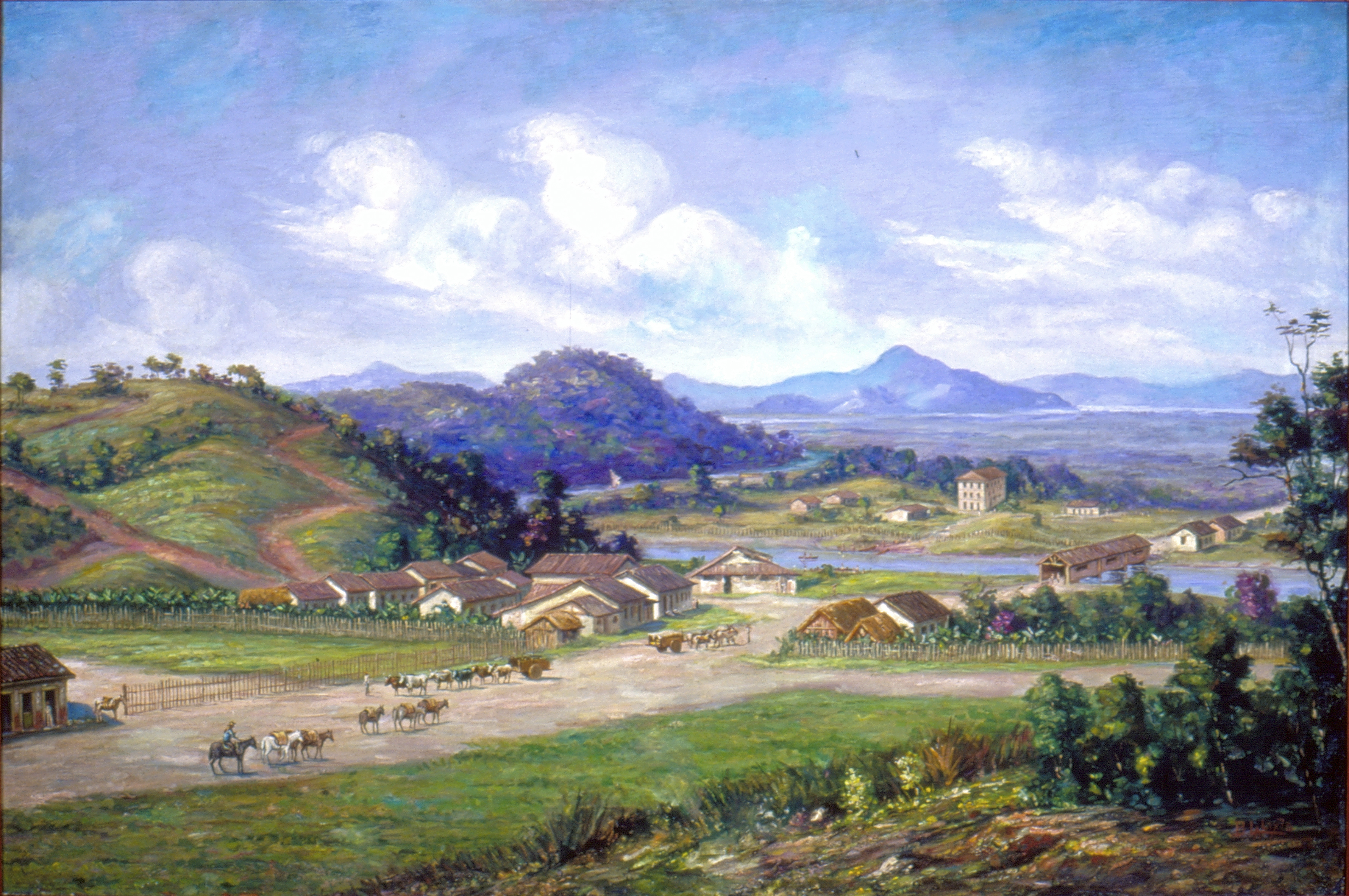
Uitzicht op Cubatão (1826) door Benedito Calixto de Jesus, Museu Paulista van USP